# Depósito de Southern Railway (Piedmont)
El Depósito de Southern Railway es una histórica estación de ferrocarril ubicada en Piedmont, Alabama, Estados Unidos. La estación al sirvió al Southern Railway desde 1868. Fue agregado al Registro de Monumentos y Patrimonio de Alabama el 27 de mayo de 1983 y fue incluido en el Registro Nacional de Lugares Históricos el 5 de enero de 1984.